# Тлоково
Тлоково (пол. Tłokowo, нім. Lokau) — село в Польщі, у гміні Єзьорани Ольштинського повіту Вармінсько-Мазурського воєводства.
Населення — 280 осіб (2011).

## Демографія
Демографічна структура станом на 31 березня 2011 року:
|          | Загалом | Допрацездатний вік | Працездатний вік | Постпрацездатний вік |
| -------- | ------- | ------------------ | ---------------- | -------------------- |
| Чоловіки | 149     | 25                 | 113              | 11                   |
| Жінки    | 131     | 16                 | 91               | 24                   |
| Разом    | 280     | 41                 | 204              | 35                   |